# Panik
Panik é uma banda alemã de rap rock formada por seis membros de Neumünster em 2007 com o nome Nevada Tan. O estilo da banda é freqüentemente comparado ao Linkin Park. No dia 20 de janeiro de 2008 eles mudaram o nome da banda de Nevada Tan para Panik. A banda fez sucesso nas paradas alemãs: seu primeiro single "Revolution" alcançou o 15º lugar nas paradas, o álbum Niemand hört dich alcançou o 8º lugar e o DVD Niemand hört dich - Live alcançou o 10º lugar.
No fim do ano de 2009, a banda declarou que não poderiam mais continuar e anunciaram sua separação.

## Integrantes
| Nome                     | Instrumento                   | Data de nascimento     |
| ------------------------ | ----------------------------- | ---------------------- |
| Timo "T:mo" Sonnenschein | Rapper                        | 20 de setembro de 1987 |
| David Lauden Bonk        | Guitarra/Piano/Vocal de apoio | 6 de fevereiro de 1988 |

## Ex-integrantes
| Nome                   | Instrumento                   | Data de nascimento     |
| ---------------------- | ----------------------------- | ---------------------- |
| Frank "Franky" Ziegler | Vocal                         | 28 de abril de 1987    |
| Christian Linke        | Baixo/Guitarra/Vocal de apoio | 11 de março de 1987    |
| Jan Werner             | DJ                            | 1 de março de 1988     |
| Juri Ibo Kaya Schewe   | Bateria                       | 24 de novembro de 1986 |

## Discografia

### Álbuns de estúdio
| Álbum             | ALE | AUT | Lançamento             |
| ----------------- | --- | --- | ---------------------- |
| Niemand hört dich | 8   | 21  | 20 de abril de 2007    |
| Panik             |     |     | 25 de Setembro de 2009 |

### Vídeos
| DVD                      | ALE | AUT | Lançamento             |
| ------------------------ | --- | --- | ---------------------- |
| Niemand hört dich - Live | 10  | —   | 28 de setembro de 2007 |

### Singles
| Nome da música        | ALE | AUT | Lançamento              |
| --------------------- | --- | --- | ----------------------- |
| "Revolution"          | 15  | 25  | 30 de março de 2007     |
| "Vorbei"              | 29  | 42  | 8 de junho de 2007      |
| "Neustart"            | 44  | —   | 24 de agosto de 2007    |
| "Wegweiser"           | —   | —   | Janeiro de 2008         |
| "Was würdest du tun?" | 28  | —   | 15 de fevereiro de 2008 |
| "Lass mich fallen"    | —   | —   | 4 de setembro de 2009   |